# Paintball

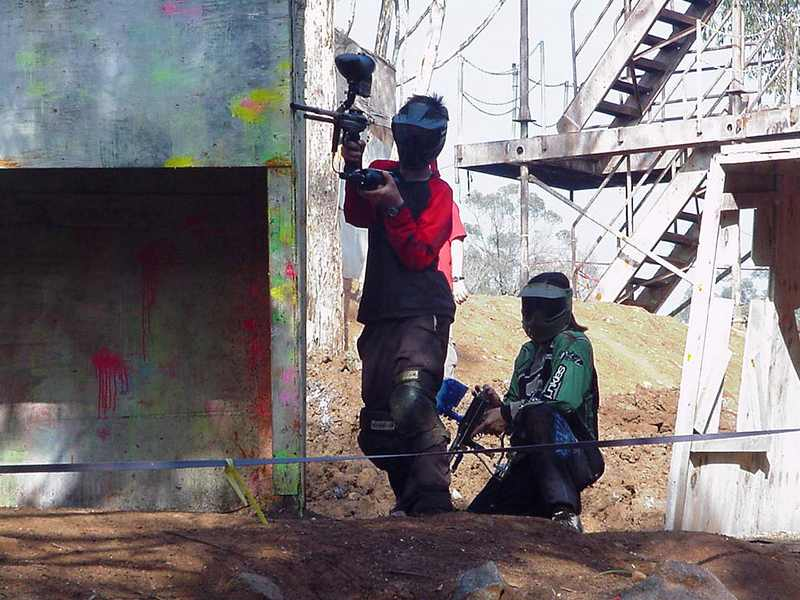
Två paintball-spelare.

Paintball är en sport som går ut på att deltagande spelare uppdelade i två olika lag ska eliminera spelarna i motståndarlaget genom att träffa dem med paintballkulor, gelatinkulor fyllda med färg, med hjälp av en markör som drivs av komprimerad luft eller koldioxid. Paintball är en av de snabbast växande sporterna, framför allt i USA där man räknar med att det finns över 10 miljoner människor som utövar sporten i någon form.
Man kan spela paintball både utomhus och inomhus i många olika former, skogsspel är vanligast bland amatörer medan tävlingsspelare oftast kör speedball.

## Historia
Den första paintballutrustningen skapades av Nelson Paint Company på 1950-talet, för skogsindustrin, den användes då för att markera träd från distans, och användes även av boskapsfösare för att markera kor. 1976 satt de två vännerna Bob Gurnsey och Charles Gaines och pratade om en resa till Afrika som Gaines nyligen gjort, där hade han bland annat jagat buffel vilket han hade tyckt var ytterst spännande. För att återskapa adrenalinkicken han fick av buffeljakten började de komma på idéer till en lek där man skulle förfölja och jaga varandra, delvis inspirerat av Richard Connells bok The Most Dangerous Game.
Kommande månad hade de långa diskussioner om vilka kvalitéer och egenskaper man behövde för att vara en bra jägare och överlevare. Men det stora problemet de hade var hur man skulle kunna förverkliga och testa leken för att vara så verklighetstroget som möjligt och utan att någon blev allvarligt skadad. Det var inte förrän ett halvår senare, när deras vän George Butler visade dem en bild på ett paintballgevär i en katalog, som de kom fram till vad de skulle använda för redskap för att jaga varandra.
Den 27 juni 1981 startades den första paintballmatchen, pistolerna man använde var Nelspot 007 tillverkade av Nelson Paint Company, den pistol som vännerna hade sett i katalogen. Totalt var de tolv personer som tävlade mot varandra däribland journalister från tidningarna Sports Illustrated och Sports Afield, och de spelade Capture the flag i en skog. Spelet kallades då för Survival. En artikel publicerades senare i tidningen Sports Illustrated. När intresset för spelet senare började växa så startade Bob Gurnsey bolaget National Survival Game, och skrev ett kontrakt med Nelson Paint Company som gjorde dem till ensam distributör av deras paintballutrustning.

## Utrustning

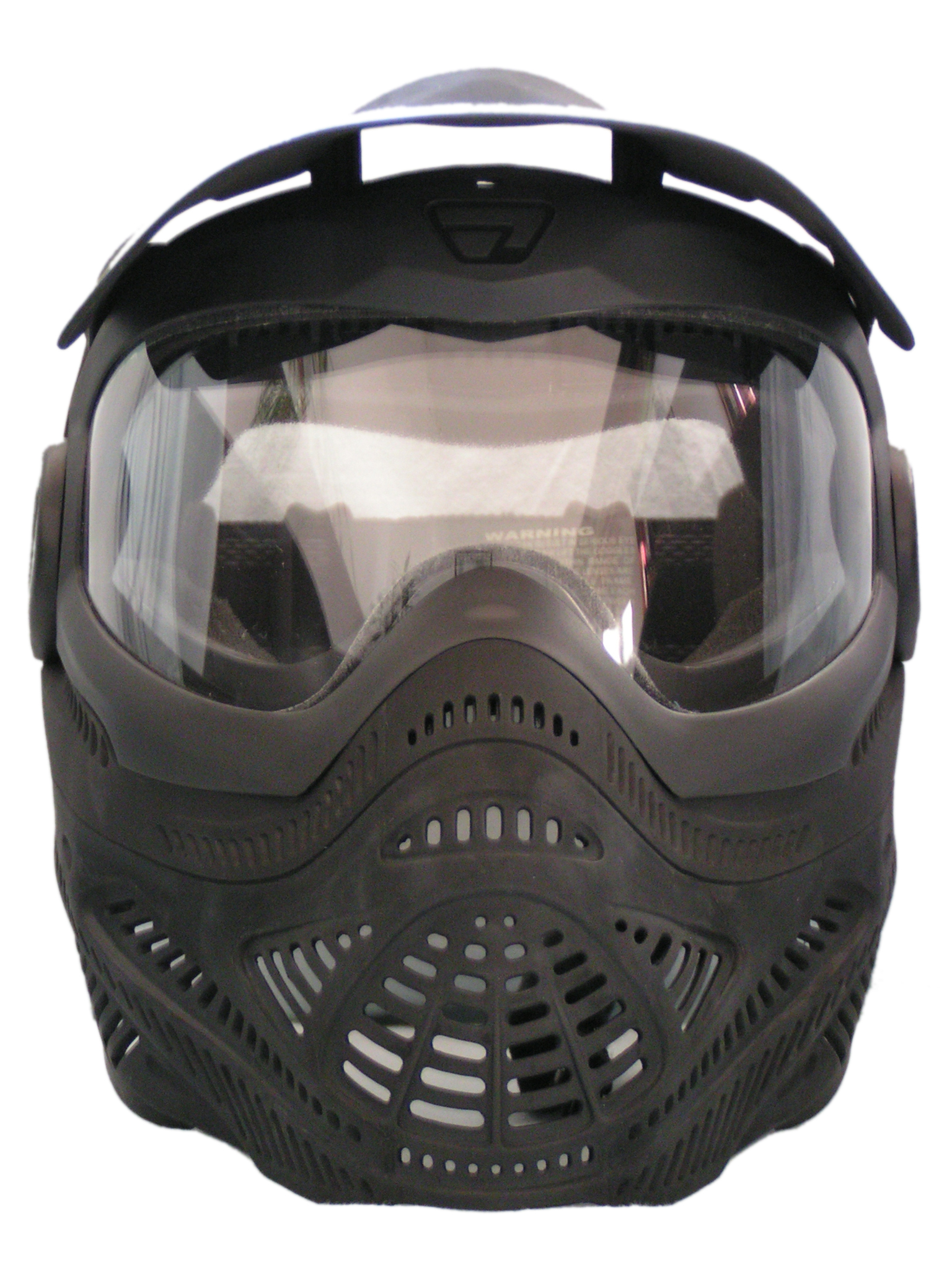
Vanlig typ av Paintballmask

Markör kallas vapnet man använder för att avfyra bollarna med, de finns i många olika former. 
Skyddsmasken är den viktigaste utrustningen ur säkerhetssynpunkt, alla som befinner sig inom spelområdet måste använda sig av en skyddsmask, oavsett om de spelar eller inte. En godkänd mask ska förutom ögonen även täcka hela ansiktet och öronen, många masker har också ett skydd som täcker halsen. Alla godkända masker ska vara testade för att hålla ASTM:s standardvärden. Det innebär bland annat att linserna på masken ska hålla för en direktträff av en paintball som färdas i 91m/s. Glaset är tillverkat av polykarbonat eller Lexan som det oftast kallas.
Färgkulor / Paintballs är gjorda av ett skal av gelatin och är fyllda med en blandning av bland annat polyetylenglykol och vegetabiliska oljor, vattenlöslig färg och andra biologiskt nedbrytbara produkter, och är därför både miljövänliga och ätbara, även om de inte har någon vidare god smak. Gelatinskalet som används i de flesta bollar tål dock inte temperaturer under ca +12°c och blir hårt och får sprickor om de förvaras i lägre temperaturer en längre tid. På senare tid har det dock börjat tillverkas paintballs som är köldtåliga. För inomhusbruk finns speciella bollar, kallade reball, gjorda i gummi som går att använda flera gånger och sedan får man "sopa upp dem med specialgjorda krattor" och tvätta eller sila bollen efteråt. Tack vare reball så kan man nu också träna mycket oftare och intensivare till exempel dagar när man bara tränar break-övningar, det vill säga att lära sig skjuta snabbt och precist när man ska starta.

## Åldersgräns
Paintballskytte bedrivs med kolsyre-, luft-, eller fjädervapen. I förhållande till andra jämförliga skjutvapen har paintballvapen oftast en begränsad effekt. Av 1 kap. 2 § tredje stycket vapenförordningen (1996:70) framgår när ett sådant vapen anses ha en begränsad effekt. Tillstånd, vapenlicens, för innehav av paintballvapen krävs alltid för den som inte fyllt 18 år.
För den som inte fyllt 18 år krävs tillstånd för skytte med paintballvapen utomhus inom planlagt område, enligt 3 kap. 6 § ordningslagen (1993:1617). Ett sådant tillstånd utfärdas av polismyndigheten. Även utanför planlagt område krävs ett sådant tillstånd för den som inte fyllt 18 år, om inte skyttet sker under uppsikt av någon som fyllt 20 år. För skytte med paintballvapen utanför planlagt område krävs dessutom att markägaren har gett sitt samtycke.
Den som skjuter med paintballvapen ansvarar för att inte skada person eller egendom.

## Turneringar
Organiserade paintballturneringar har hållits sedan 1983 då tävlingen National Survival Game National Championship startades. I början var skogsspel vanliga med efterhand har speedball-turneringar mer och mer tagit över, och i slutet av 90-talet och framåt är det i princip det enda som det tävlas i på elitnivå. Och det är även i samband med övergången till speedballformat som paintball som sport tagit fart på riktigt. Ett lag består idag oftast av 5 eller 7 spelare, men tävlingar med 3 eller 10 spelare förekommer också, speciellt äldre lag som var med på den tiden då man oftast körde i skogen har 10 personer i laget, under skogsspel kunde man ibland köra upp till 20 personer i lag. Turneringar körs oftast som ett seriespel där alla möter alla och får poäng efter bland annat hur många spelare man har kvar eller lyckats skjuta ut under spelets gång, och mest poäng får man om man lyckats ta och hänga upp flaggan.

### Sverige
Den största svenska serien är Paintball-SM. Den avgörs i ett antal tvådagars deltävlingar. Antalet deltävlingar är ofta fyra, från maj till september.

### Norge
Den största norska serien är Norges paintball liga. Den avgörs i 4 tvådagars deltävlingar där följande divisioner tävlar D3,D2,D1 och Elite

### Europa
Största serien i Europa är NXLE (National Xball Leuage Europe) med deltagare från hela Europa och även Amerika samt Asien. Serien har 4 deltävlingar i Lisbon(Portugal), Bor(Tjeckien), Birmingham(England), Derux(Frankrike)

### Amerika
I USA finns tre större serier: NPPL, PSP, NXL. PSP och NXL är av speltypen X-Ball medan NPPL är närmare speedball. 

## Spelformer

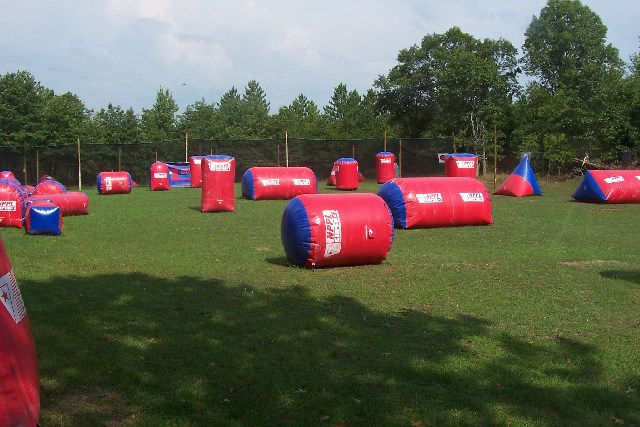
Bild över en typisk Speedballplan, även kallad SupAir.

Det finns många olika regler och spelformer inom paintballen, här nedan listas de vanligaste spelformerna:
- Capture the flag (flaggspel) är en spelform där lagen har varsin flagga i sin bas, sedan gäller det att springa över till motståndarnas bas, ta deras flagga och sedan springa tillbaka med den till sin egen bas utan att bli skjuten.

- Eliminering går ut på att lagen helt enkelt ska skjuta ut motståndarlaget innan det egna laget blir utskjutet, det lag som har spelare kvar när alla motståndare är utskjutna vinner.

- Respawn innebär att man kan fortsätta även om man blivit skjuten, men att man gör det från en startpunkt, oftast i sin bas. Det finns även varianter med att man måste vänta där en viss tid, att flera spelare måste vara vid startpunkten eller att man kan bli hämtad därifrån av lagkamrater.

### Speedball
Speedball spelas i antingen tre-, fem- eller sjumannalag på en liten bana med jämnt utplacerade värn som man kan gömma sig bakom. Det går ut på att man ska skjuta ut det andra laget och hämta en flagga som är placerad i det andra lagets bas innan tiden tar slut.
De flesta moderna speedballfält har färgglada uppblåsbara värn, även kallat SupAir →

### Scenario/Recball/Milsim
Scenario, Recball och Milsim paintball, kan spelas i skogsmiljö eller i urbana miljöer. Det går ut på att genom taktiska, noga genomtänkta "ingrepp" ta ut motståndarlaget. Utrustningen kan efterlikna riktiga vapen, men är helt och hållet upp till personliga preferenser.

### Reball
Reballs är gula gummikulor som inte innehåller färgämnen, vilket gör att man kan tävla inomhus och återanvända bollarna istället för att köpa ny färg. Reballen är dyrare än vanlig färgboll men eftersom man kan återanvända den så sparar man en del pengar i längden på att använda reballs.